# Ciliegiolo
Ciliegiolo ist eine rote Rebsorte, die in den italienischen Weinbauregionen Abruzzen, Basilikata, Emilia-Romagna, Toskana, Latium, Umbrien, Ligurien und Marken verbreitet ist.
Die Weine aus Ciliegiolo sind meist kräftig, verfügen über einen hohen Alkohol-, aber geringen Säuregehalt. Geschmacklich sind Kirschnoten (Ciliegia = ital. für Kirsche) vorherrschend. Der Bestand ist seit langem rückläufig; aktuell belegt sie ca. 5.000 Hektar bestockter Rebfläche.
Die Sorte erbringt ausgezeichnete Weine und wird häufig mit Sangiovese verschnitten. Sie ist den DOCG-Weinen Chianti und Torgiano Rosso Riserva und in den DOC Regionen Parrina, Colline Lucchesi, Maremma Toscana, Val di Cornia (alle Toskana) sowie Golfo del Tigullio-Portofino und Colli di Luni zugelassen. Außerdem wird sie auch als Tafeltraube verwendet.
Die großen, langgezogenen Blätter sind drei- bis fünflappig. Die Beeren verfügen über eine sehr dicke Schale, sind rund und mittelgroß und haben eine schwarzviolette Farbe. Sie ist eine Varietät der Edlen Weinrebe (Vitis vinifera), besitzt zwittrige Blüten und ist somit selbstfruchtend. Beim Weinbau wird der ökonomische Nachteil vermieden, keinen Ertrag liefernde, männliche Pflanzen anbauen zu müssen.
José Vouillamoz, ein Biologe aus der Schweiz, wies nach, dass die Rebsorte Sangiovese aus einer spontanen Kreuzung der Sorten Ciliegiolo x Calabre Montenuovo entstand.

## Synonyme
25: Aglianicone, Albana Nera, Aleatico di Spagna, Brunellone, Canaiolo Romano, Ciliegino, Ciliegiolo di Spagna, Ciliegiolo Nero, Ciliegiona Nera, Ciliegioulo Nero, Ciliegiulo, Ciliegiuolo, Ciligiolo Nero, Ciriegiuolo Dolce, Criminese, Mazzese, Morettone, Nocera, Riminese, Riminese ad Uva Rossa, Riminese di Color Rubino di Potercole, Riminese Nero, Riminese Noire, Sangiovese Polveroso, Sangiovese Polveroso Bonechi.